# International Lawn Tennis Challenge de 1903
O International Lawn Tennis Challenge de 1903 foi a 3ª edição do que atualmente é conhecida como Copa Davis. As Ilhas Britânicas sagraram-se campeãs.
A único jogo foi disputado no Longwood Cricket Club, em Boston (mesmo local da primeira edição, em 1900). Os britânicos venceram por 4 a 1, levando a taça pela primeira vez.

## Final
| Estados Unidos 1 | Longwood Cricket Club, Boston, Estados Unidos 4 a 8 de agosto de 1903 grama | Longwood Cricket Club, Boston, Estados Unidos 4 a 8 de agosto de 1903 grama | Ilhas Britânicas 4 |     |     |     |     |  |
| \| \| \| \| 1 \| 2 \| 3 \| 4 \| 5 \| \| \| - \| \| ------------------------------------------------------------- \| --- \| --- \| --- \| --- \| --- \| \| \| 1 \| \| William Larned Reggie Doherty \| w/o \| \| \| \| \| \| \| 2 \| \| Robert Wrenn Lawrence Doherty \| 0 6 \| 3 6 \| 4 6 \| \| \| \| \| 3 \| \| George Wrenn / Robert Wrenn Lawrence Doherty / Reggie Doherty \| 5 7 \| 7 9 \| 6 2 \| 3 6 \| \| \| \| 4 \| \| William Larnedy Lawrence Doherty \| 3 6 \| 8 6 \| 0 6 \| 6 2 \| 5 7 \| \| \| 5 \| \| Robert Wrenn Reggie Doherty \| 4 6 \| 6 3 \| 3 6 \| 8 6 \| 4 6 \| \| |                                                                             |                                                                             |                    |     |     |     |     |  |
| |                                                                             |                                                                             | 1                  | 2   | 3   | 4   | 5   |  |
| 1 | Estados Unidos · Reino Unido da Grã-Bretanha e Irlanda                      | William Larned Reggie Doherty                                               | w/o                |     |     |     |     |  |
| 2 | Estados Unidos · Reino Unido da Grã-Bretanha e Irlanda                      | Robert Wrenn Lawrence Doherty                                               | 0 6                | 3 6 | 4 6 |     |     |  |
| 3 | Estados Unidos · Reino Unido da Grã-Bretanha e Irlanda                      | George Wrenn / Robert Wrenn Lawrence Doherty / Reggie Doherty               | 5 7                | 7 9 | 6 2 | 3 6 |     |  |
| 4 | Estados Unidos · Reino Unido da Grã-Bretanha e Irlanda                      | William Larnedy Lawrence Doherty                                            | 3 6                | 8 6 | 0 6 | 6 2 | 5 7 |  |
| 5 | Estados Unidos · Reino Unido da Grã-Bretanha e Irlanda                      | Robert Wrenn Reggie Doherty                                                 | 4 6                | 6 3 | 3 6 | 8 6 | 4 6 |  |